# Арайс, Юлийс
Юлийс Арайс (латыш. Jūlijs Arājs; 13 июня 1884, Марциенская волость, Лифляндская губерния, Российская империя — 1 февраля 1967, Юрмала, Латвийская ССР) — латышский политический, государственный и общественный деятель. Министр юстиции Латвии (1924), военный министр Латвии (1924). химик, юрист.

## Биография
Из крестьян. Окончил Рижскую духовную семинарию. С 1905 по 1906 год служил вольноопределяющимся в 177-м пехотном Изборском полку, получил чин прапорщика. С 1906 по 1913 год изучал химию в Рижском политехническом институте (сейчас Рижский технический университет). В 1908 г. — заведующий латышским отделом газеты «Прибалтийский край» . С 1909 г. — учительствовал.
В 1913 г. поступил в Варшавский университет, эвакуированный в начале Первой мировой войны в Ростов-на-Дону. Окончил в 1917 году Ростовский государственный университет.
В июле 1914 года призван в русскую императорскую армию, служил начальником хозяйственного отдела 1-го железнодорожного оперативного батальона в Полоцке . В феврале 1918 года в составе батальона попал в плен к немцам под Валмиерой, но через несколько дней был освобождён.
С марта 1918 до 1922 года работал учителем средней школы Латышского общества просвещения, позже в Риге.
С 1919 года — член правления Латышского союза учителей. В том же году вступил в ряды Латвийской армии, служил юрисконсультом экономического отдела армии. В 1922 году стал членом партии «Демократический центр», был председателем Рижского парткомитета.
В 1923 г. был назначен членом Прокуратуры Палаты правосудия и исполняющим обязанности члена Главного прокурора Сената Латвии. В апреле 1924 года занял пост министра юстиции Латвии, в июле того же года приступил к исполнению обязанностей военного министра. В декабре 1924 года в связи с отставкой правительства В. Замуэля ушёл с занимаемых должностей. Работал юрисконсультом в Центральном комитете по землеустройству. В 1926—1936 годах был учителем Рижского городского коммерческого училища.
Во время немецкой оккупации с 1941 до 1944 года был присяжным поверенным в Риге.
После окончания войны работал адвокатом.
Умер в Юрмале и похоронен на кладбище Слока.